# Igor Pieprzyca
Igor Franciszek Pieprzyca (* 8. Oktober 2008 in Niepołomice) ist ein polnischer Fußballspieler. Er spielt im Mittelfeld für Puszcza Niepołomice.

## Karriere

### Verein
Pieprzyca begann seine Jugendkarriere bei UKS Kazimierz und wechselte 2018 in die Nachwuchsabteilung von Puszcza Niepołomice. Am 27. Oktober 2023 gab er im Alter von 15 Jahren und 19 Tagen sein Profidebüt für Puszcza in der Ekstraklasa bei einer 3:5-Niederlage gegen Korona Kielce. Mit diesem Einsatz wurde er zum jüngsten Spieler in der Geschichte der Ekstraklasa. In der Saison 2023/24 kam er auf zwei Einsätze in der höchsten polnischen Liga, in der darauffolgenden Saison 2024/25 folgten zwei weitere Kurzeinsätze.

### Nationalmannschaft
Seit 2024 gehört Pieprzyca dem Kader der polnischen U17-Auswahl an und bestritt bisher fünf Partien für sein Land.